# 剡家湾之战
剡家湾之战，1141年（金熙宗皇统元年，宋高宗绍兴十一年），宋金战争中，南宋军队在秦州（今甘肃省天水市）附近剡家湾，击败金朝军队进攻的反击战。
1140年五月，金熙宗采纳都元帅完颜宗弼的建策，撕毁与南宋订立的和议，决定出兵攻南宋，收回已归还宋朝的河南、陕西。完颜宗弼先将各路军马集结在都元帅府所在地祁州（今河北省安国县）进行校阅，不按历来秋季出兵的常规，在盛夏进攻南宋。五月十三日，金右副元帅完颜杲率西路军从河中府（今山西省永济市西南蒲州镇）西渡黄河，入同州（今陕西省大荔县），攻破长安（今陕西省西安市），逼近凤翔府（今陕西省凤翔县）。南宋川陕宣抚副使胡世将在河池（今甘肃省徽县）召集诸将，右护军都统制吴璘反对南撤，力主挥师北上，反击金軍。胡世将命吴璘率二万军，至渭水南岸阻击金军。吴璘在凤翔府石壁寨、百通坊等地击败金军。金军顿兵渭水以北，与宋军隔河对峙。胡世将命吴璘军在从白石（今甘肃省西和县）至秦州一线设防，阻挡熙州（今甘肃省临洮县）、秦州之金军；宣抚司都统制杨政率军在宝鸡（今陕西省宝鸡市）设防，阻挡凤翔府的金军。宣抚司驻地移至仙人关（今甘肃省徽县东南）。
1141年八月，完颜杲派统军蒲察胡盏、完颜习不主率军五万余人，据秦州东北，乘机南下入川。胡世将为保卫蜀口，派吴璘率军二万八千，从河池北上反击，计划收复秦州、陇州（今陕西省千阳县西北）。命杨政率军出和尚原（今陕西省宝鸡市西南）进攻陇州，命枢密院都统制郭军由商州（今陕西省商洛市）东进，进攻华州（今陕西省华县）、虢州（今河南省灵宝市），策应吴璘。命西和州巡检元成率军向巩州（今甘肃省陇西县）佯动，牵制熙州、河州（今甘肃省临夏市）的金军。
九月，杨政进至陇州西南吴山，烧毁金军营寨十余处，郭浩连破虢州、陕州（今河南省三门峡市）等地金军营寨。胡世将派人到陕西、河东等地，联络义军首领数十人，袭击金军后方，使其难以向秦州增兵。九月十六日，吴璘军攻破秦州，守将武谊以城降宋。吴璘乘胜率军攻打屯驻在刘家圈的金军。刘家圈地处高原之上，前临高山，后控腊家城（今甘肃省秦安县东），蒲察胡盏、完颜习不主凭险设营，进退自如，易守难攻，以为宋军不敢来攻。吴璘在战前亲自察看地形，为避金军骑兵自原上俯冲宋军，决定上原列阵。九月二十日，吴璘致书蒲察胡盏、完颜习不主，假称次日决战。当日深夜，乘其不备，命姚仲、王彦等各率所部，趁天阴雾浓，衔枚潜进，越岭上原。命部将张士廉率军从间道迂回原后，断金军退路。宋军上原后，在剡家湾布设“叠阵”，其阵前有水栅、拒马等障碍，步军安排在阵心，骑兵配于左右，步军以长枪手居前，次为强弩手，最后为神弓手，等到金朝骑兵冲至百步内，神臂弓发射，至七十步时强弩发射。阵成后，万炬突燃，吴璘派轻骑诱金军出战。蒲察胡盏不顾完颜习不主反对，恃勇出击。吴璘指挥叠阵中，弩手轮番发射，连续打退金军数十次冲击，乘其退却，命骑兵两翼追击包抄，金军大败，630人被杀，万余人投降。因为张士廉误期，致使蒲察胡盏、完颜习不主率余部退入腊家城。吴璘率军攻打腊家城，将要破城之际，宋廷向金求和，九月二十八日，诏令吴璘撤军班师。